# 1947 en Italie
Chronologie de l'Italie
- 1943
- 1944
- 1945
- 1946
- 1947
- 1948
- 1949
- 1950
- 1951

Cette page concerne l'année 1947 du calendrier grégorien.

## Événements
- 11 janvier : congrès du Parti socialiste italien au palais Barberini à Rome. Le parti de Pietro Nenni se divise[1]. Giuseppe Saragat, socialiste proaméricain, qui s’oppose à la collaboration avec les communistes, fonde le Parti social-démocrate italien (40 députés sur 116 le suivent).
- 20 janvier : Pietro Nenni ayant démissionné du gouvernement italien pour se consacrer à la vie du parti socialiste, le président du Conseil Alcide De Gasperi présente à son tour sa démission et forme un nouveau cabinet avec la participation des socialistes et des communistes le 2 février[2].

- 10 février : traité de Paris. Traités de paix avec les alliés de l'Allemagne, la Bulgarie, la Finlande, la Hongrie, l’Italie et la Roumanie[3]. Tous ces pays doivent renoncer à la bombe atomique[4]. L’Italie est contrainte à des cessions territoriales (Istrie, une partie de la Vénétie julienne, Trieste, Dodécanèse italien)[5]. Le traité règle la question de Trieste : un territoire franc est mis sous contrôle de l’ONU, les États-Unis et la Grande-Bretagne administrent une zone qui comprend la ville de Trieste et la Yougoslavie une zone plus petite (Zone B)[6].

- 21 mars : accord entre l'Italie et la France qui prévoit l'émigration de 200 000 travailleurs italiens d'ici 1948[7].
- 27 mars : l’Italie adhère au FMI[8].

- 20-21 avril : élections régionales en Sicile[9].

- 1er mai : massacre de Portella della Ginestra à Piana degli Albanesi en Sicile[9].
- 7 mai : l'Italie demande son admission à l'ONU. L'Union soviétique s'y oppose[10].
- 22 mai : Résolution 25 du Conseil de sécurité des Nations unies qui décide que la demande de l'Italie de devenir membre des Nations unies doit être soumise au comité d'admission pour étude[11].

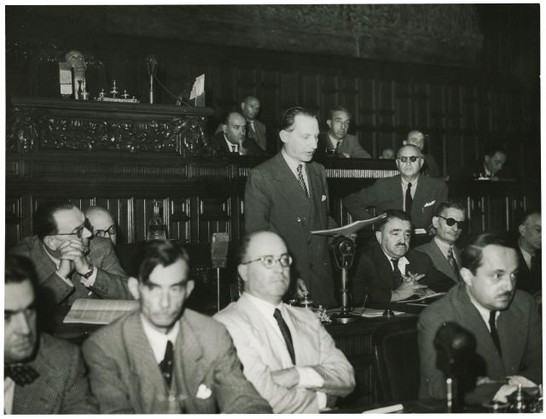
Discours du président du Conseil des ministres Alcide De Gasperi devant la Chambre des députés le 9 juin 1947.

- 31 mai : après avoir exclu du gouvernement les ministres communistes[12] sous la pression du pape et des États-Unis, Alcide De Gasperi forme un cabinet démocrate-chrétien homogène. Bien que minoritaire, il obtient la confiance par 274 voix contre 231 (21 juin)[2].

- 22 août : le ministre du budget Luigi Einaudi impose un plan d’austérité. La restriction drastique du crédit bancaire et des importations alimentaires stoppe le marché noir et la course au crédit, source d’inflation[13].

- 16 septembre : grève de 850 000 métallurgistes[14].
- 19 septembre : fin d’une grève d’un million de travailleurs agricoles, dont les revendications ont été satisfaites[14].

- 12 octobre : référendum local sur le rattachement de Tende et La Brigue à la France[15].

- 7 novembre : la direction du PSI propose de former un « regroupement de toutes les forces démocratiques pour la lutte de la gauche contre la droite ». C'est le premier pas vers la création du Front démocratique populaire[16].

- 14 décembre : les dernières troupes d'occupation américaines quittent l'Italie par le port de Livourne[17].

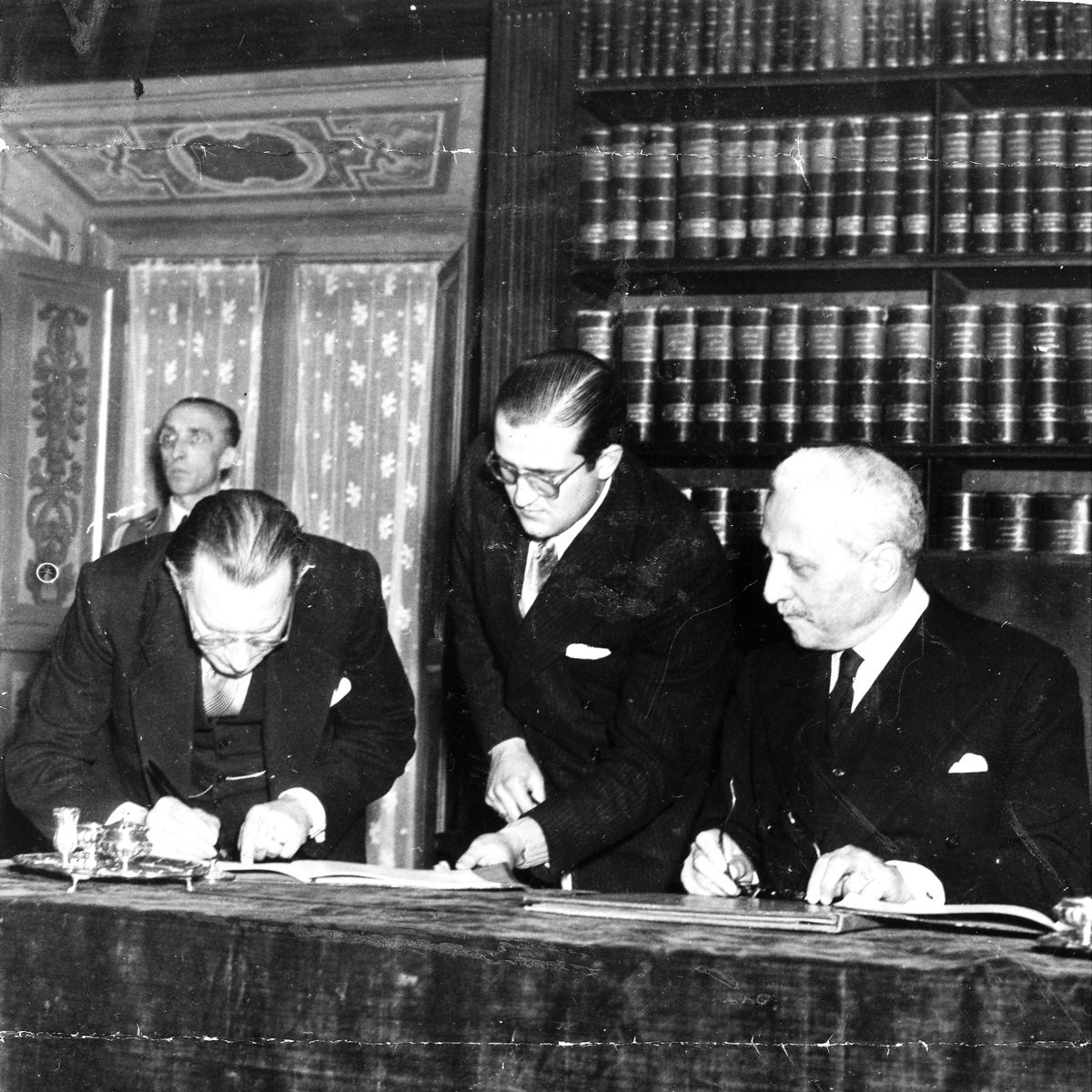
De Gasperi signe la Constitution de la République italienne le 27 décembre.

- 22 décembre : l’Assemblée constituante approuve la Constitution par 453 voix contre 62 ; elle est promulguée le 27 décembre pour entrer en vigueur le 1er janvier 1948[12]. L'article 27 établit l'abolition de la peine de mort pour les crimes de droit commun en temps de paix[18].
- 28 décembre : création du Front démocratique populaire en vue des élections de 1948[19].

## Sport
- 22 juin : Clemente Biondetti et Emilio Romano, sur Alfa Romeo 8C 2900B Berlinetta Touring, remportent la 14e édition de la course automobile des Mille Miglia, organisée entre Brescia et Rome.

## Culture

### Cinéma
- Box-office Italie 1947
- 2e cérémonie des Rubans d'argent

#### Films italiens sortis en 1947
- 4 décembre : I fratelli Karamazoff (Les Frères Karamazov), film de Giacomo Gentilomo, adapté du célèbre roman de Dostoïevski.

#### Autres films sortis en Italie en 1947
- 9 août : La fiamma del peccato (Assurance sur la mort), film américain réalisé par Billy Wilder
- 4 décembre : Le bianche scogliere di Dover (Les Blanches Falaises de Douvres), film américain réalisé par Clarence Brown

#### Mostra de Venise
- Grand Prix international de Venise pour le meilleur film : Siréna de Karel Steklý.
- Coupe Volpi pour la meilleure interprétation masculine : Pierre Fresnay pour Monsieur Vincent de Maurice Cloche.
- Coupe Volpi pour la meilleure interprétation féminine : Anna Magnani pour L'Honorable Angelina (L'Onorevole Angelina) de Luigi Zampa.
- Meilleur réalisateur pour Henri-Georges Clouzot pour le film Quai des Orfèvres.
- Meilleur scénario pour Vesna de Grigori Aleksandrov.

### Littérature
- 8 mai : parution du premier roman-photo, Nel fondo del cuore, avec Giana Loris (Gina Lollobrigida)[20].

#### Livres parus en 1947
- Le Sentier des nids d'araignées (Il Sentiero dei nidi di ragno), le premier roman d'Italo Calvino
- Cronaca familiare, de Vasco Pratolini
- Cronache di poveri amanti, de Vasco Pratolini
- Diario sentimentale, de Vasco Pratolini
- Un eroe del nostro tempo, de Vasco Pratolini
- Se questo è un uomo, de Primo levi

#### Prix et récompenses
- Prix Strega (création) : Ennio Flaiano, Tempo di uccidere (Longanesi)
- Prix Bagutta : Dario Ortolani (it), Il sole bianco (Garzanti)
- Prix Viareggio : Antonio Gramsci, Lettere dal Carcere

## Naissances en 1947
- 3 avril : Giuseppe Penone, artiste contemporain.
- 13 avril : Agostina Belli (Agostina Maria Magnoni), actrice.
- 20 avril : Giorgio Corbellini, prélat. († 13 novembre 2019)
- 25 mai : Flavio Bucci, acteur. († 18 février 2020)
- 12 août : Stefano Benni, journaliste et écrivain.

## Décès en 1947
- 4 février : Luigi Russolo, 61 ans, peintre et compositeur, considéré comme le père de la musique bruitiste. (° 30 avril 1885)
- 5 février : Salvatore Cardillo, 72 ans, auteur-compositeur italien qui a mis en musique la célèbre chanson napolitaine Core 'ngrato. (° 20 février 1874)
- 21 août : Ettore Bugatti, 65 ans, industriel et inventeur, pionnier de l'automobile, fondateur en 1909 du constructeur automobile de luxe Bugatti. (° 15 septembre 1881)
- 18 décembre : Ernesto Aurini, 74 ans, peintre, photographe, dessinateur et caricaturiste italien. (° 3 mai 1873)
- 28 décembre : Victor-Emmanuel III, (Vittorio Emanuele III), 78 ans, roi d'Italie du 29 juillet 1900 au 9 mai 1946. (° 11 novembre 1869)